# Margaret Wade Labarge
Pour les articles homonymes, voir Margaret Wade.
Margaret Wade Labarge (18 juillet 1916 – 31 aout 2009) est une historienne canadienne spécialisée dans le rôle des femmes au Moyen Âge.